# Megastigmus fulvipes
Megastigmus fulvipes är en stekelart som först beskrevs av Girault 1913.  Megastigmus fulvipes ingår i släktet Megastigmus och familjen gallglanssteklar. Inga underarter finns listade i Catalogue of Life.